# Chính ủy

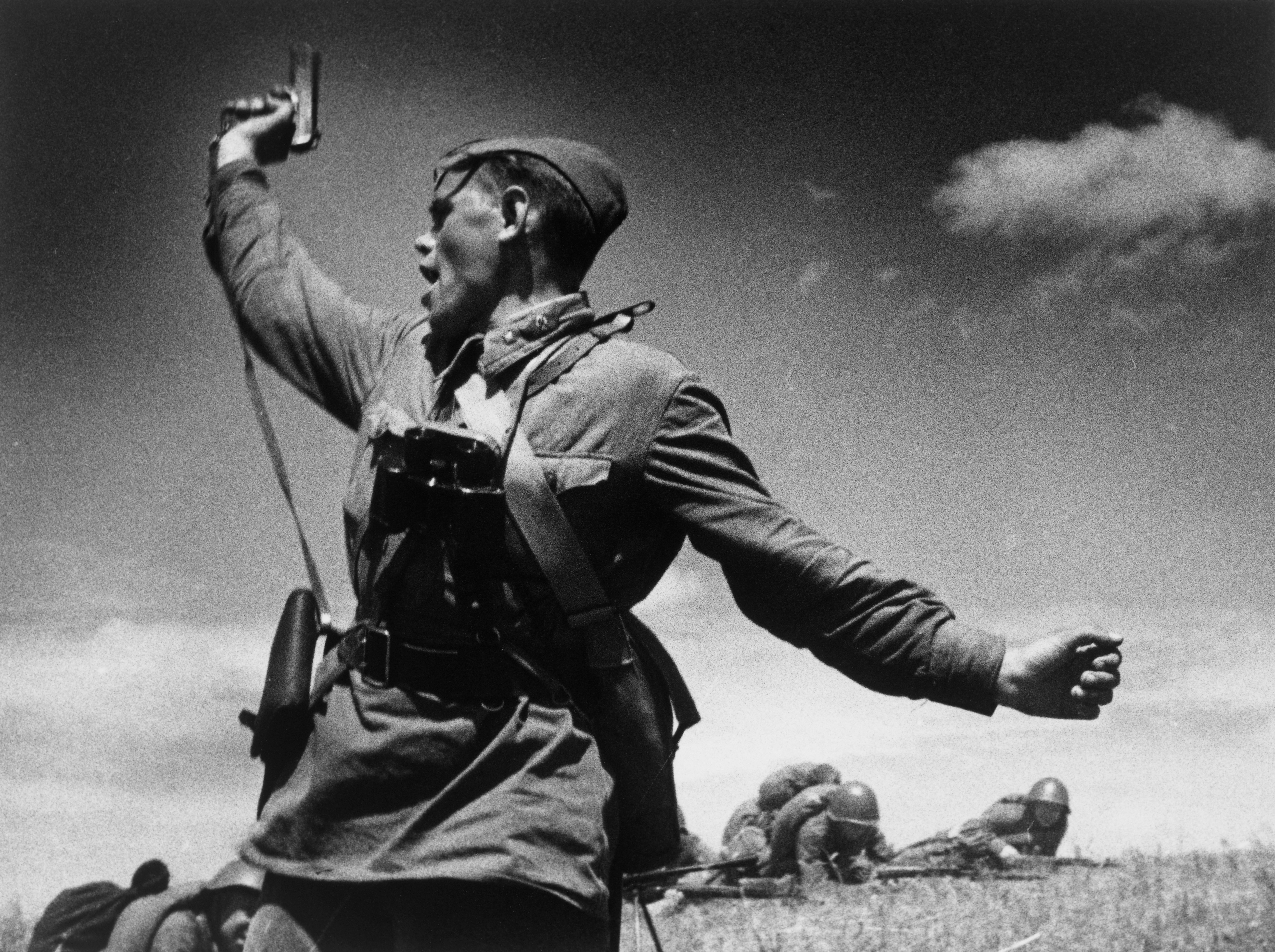
"Chính ủy" - một bức ảnh nổi tiếng của Max Alpert. Nhân vật trong bức ảnh được xác định là Chính ủy Aleksey Grigogyevich Yeriomenko, Chính ủy Trung đoàn 220, Sư đoàn bộ binh 4 của Hồng quân Liên Xô dẫn đầu đội hình xung phong tại Voroshilovgrad ngày 12/6/1942 và đã hy sinh chỉ vài phút sau đó.

Chính ủy, viết tắt từ Chính trị ủy viên, là danh xưng của các cán bộ chuyên trách đại diện quyền lãnh đạo chính trị của nhà nước (hoặc chính đảng) trong quân đội, thực hiện quyền giám sát chính trị đối với các chỉ huy quân sự và lãnh đạo công tác giáo dục chính trị trong quân đội. Mặc dù trong lịch sử, các chính ủy (tiếng Pháp: politique commissaire) xuất hiện lần đầu tiên trong cuộc Cách mạng Pháp, nhưng ngày nay danh xưng này được sử dụng thường xuyên cho các sĩ quan chính trị trong các lực lượng vũ trang của các chính thể do đảng Cộng sản lãnh đạo như Liên Xô, Cộng hòa Nhân dân Trung Hoa, Việt Nam...
Một số danh xưng khác như Tư lệnh (hoặc Chỉ huy) phó phụ trách chính trị hoặc Chính trị viên cũng thường được sử dụng như một từ đồng nghĩa với Chính ủy mặc dù chúng không hoàn toàn tương hợp với nhau về mặt ý nghĩa.

## Chính ủy trong lịch sử quân sự thế giới

### Hình thành
Vào thế kỷ XVI, tương ứng với nước Ý ngày nay là lãnh thổ của Các nước Cộng hòa ven biển (tiếng Ý: Repubbliche Marinare). Dù đa số trước kia là những vùng lãnh thổ từng thuộc Đế chế Byzantine, vào thời điểm đó, chúng là những thành bang với chính thể cộng hòa như là những quốc gia độc lập, đều từng có thời điểm nắm quyền cai quản với các vùng đất hải ngoại, gồm nhiều hòn đảo thuộc Địa Trung Hải, những vùng đất thuộc Adriatic, và những vùng đất ở Cận Đông và Bắc Phi. Ở những thành bang này, lực lượng quân đội chủ yếu được hình thành từ những đội quân đánh thuê, vì vậy những viên chức được ủy quyền (tiếng Latin: commissārius), gọi tắt là ủy viên, đại diện cho chính quyền cộng hòa đến giám sát các chỉ huy và binh sĩ trong những đội quân đánh thuê này để đảm bảo sự trung thành của họ đối với chính quyền cộng hòa.
Tại Pháp, thời kỳ trước cách mạng, các hoàng đế Pháp cũng thường phái các Ủy viên chính trị (tiếng Pháp: Commissaire politique) xuống các trung đoàn. Các Chính ủy này thường được xếp tương đương cấp chỉ huy tiểu đoàn nhưng họ không phải là những sĩ quan thực thụ cũng như không có quyền chỉ huy. Họ chỉ đơn thuần là các viên chức làm công tác chính trị, báo cáo trực tiếp cho nhà vua. Trong Cách mạng Pháp, Quốc hội cũng cử các Chính ủy đến các đơn vị quân sự để giúp chính phủ kiểm soát các lực lượng vũ trang cách mạng. Tuy nhiên, khi cách mạng thoái trào, quân đội trở thành một thế lực chính trị thì hình thái Chính ủy cũng không còn được sử dụng nữa.

### Tại Liên Xô
Sau Cách mạng tháng Hai năm 1917, Chính phủ Lâm thời Nga bắt đầu bổ nhiệm các chính ủy đến các đơn vị quân đội để kiểm soát lòng trung thành của các sĩ quan của Quân đội Đế quốc Nga cũ đối với chính phủ mới. Một trong những chính ủy nổi tiếng nhất của Chính phủ lâm thời là Boris Savinkov.

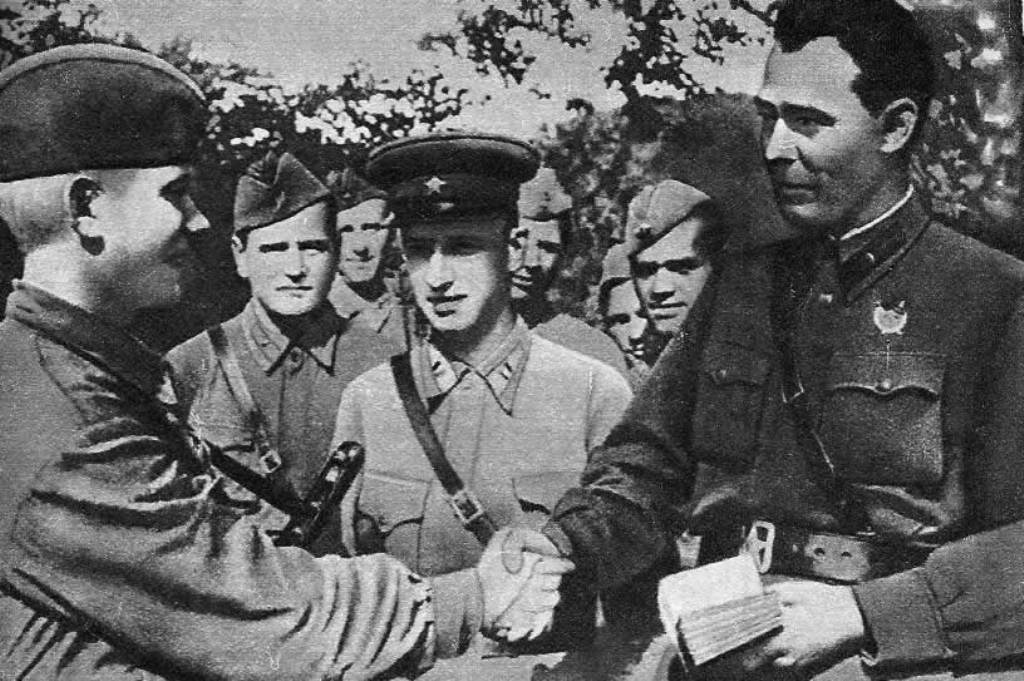
Chính ủy Lữ đoàn Leonid Brezhnev năm 1942.

Военный комиссар: Ủy viên quân sự, Chính ủy
замполит (заместитель командира по политической части): Chỉ huy phó phụ trách công tác chính trị, Phó tư lệnh chính trị
политрук (политический руководитель): Phụ trách chính trị, Chính trị viên

### Tại Việt Nam
Chính ủy là chức vụ cán bộ lãnh đạo đảm nhiệm công tác Đảng Cộng sản Việt Nam, công tác chính trị trong lực lượng vũ trang nhân dân cấp chiến khu, khu và liên khu (1945-1948); được Ủy ban Quân sự cách mạng đặt ra từ tháng 4 năm 1945 theo nghị quyết Hội nghị quân sự cách mạng Bắc Kỳ (từ ngày 15 đến ngày 20 tháng 4 năm 1945).
Tháng 10 năm 1948 thực hiện "chế độ đại diện Đảng phụ trách trong Quân đội" từ cấp trung đoàn trở lên, chính trị ủy viên được gọi là chính ủy, chịu trách nhiệm trước Đảng và cấp trên về mọi mặt công tác đảng và quân sự, được quyền "tối hậu quyết định".
Tháng 2 năm 1951 thiết lập chế độ đảng ủy và thực hiện chế độ hai thủ trưởng trong Quân đội nhân dân Việt Nam, chính ủy trở thành thủ trưởng chính trị, giữ cương vị bí thư hoặc phó bí thư đảng ủy cùng cấp.
Từ 1980 không còn chức vụ chính ủy do thực hiện chế độ một người chỉ huy, giúp người chỉ huy về công tác đảng, công tác chính trị là phó chỉ huy về chính trị.
Từ 2005 thực hiện "chế độ một người chỉ huy gắn với thực hiện chế độ chính ủy, chính trị viên trong Quân đội nhân dân Việt Nam" theo nghị quyết 51-NQ/TW ngày 20 tháng 7 năm 2005 của Bộ Chính trị Ban Chấp hành Trung ương Đảng Cộng sản Việt Nam khóa IX và được chính thức tổ chức thực hiện từ ngày 19 tháng 5 năm 2006. Quân hàm cao nhất của chính ủy, chính trị viên tương đương chỉ huy cùng cấp. Chính ủy, chính trị viên được biên chế từ cấp đại đội trở lên. Cụ thể: cấp đại đội, tiểu đoàn có chính trị viên, các cấp trên là chính ủy (nếu đơn vị có Ban Chính trị sẽ được biên chế chính ủy). Chính trị viên và chính ủy thường đảm nhiệm Bí thư Đảng ủy/Đảng bộ, trong khi chỉ huy cùng cấp đảm nhiệm Phó Bí thư Đảng ủy.
Chính trị viên/chính ủy thuộc nhóm ngành sĩ quan chính trị, một trong năm nhóm ngành sĩ quan của Quân đội nhân dân Việt Nam. Các học viên học tập tại Trường Sĩ quan Chính trị (Đại học Chính trị), sau khi ra trường được phân công về công tác tại các quân, binh chủng trong toàn quân. 